# Tweedehands.nl
Tweedehands.nl was een vraag- en aanbodsite voor tweedehands en nieuwe artikelen, waarop advertenties gratis geplaatst mochten worden. 
2dehands.be, de versie in België oorspronkelijk opgestart door tweedehands.nl, is anno 2024 nog steeds actief. 

## Werkwijze
Bezoekers konden zowel zaken te koop aanbieden als iets aanvragen. Een zoekertje plaatsen is gratis. Bezoekers konden bijbetalen om hun zoekertje "Topzoekertje" te maken of om het na verloop van tijd terug bovenaan de zoekresultaten te zetten. De site was zowel Nederlandstalig als Franstalig te raadplegen.

## Geschiedenis
De website werd in 1997 opgericht en was de allereerste advertentiesite van Nederland. In 2000 hadden de oprichters van tweedehands.nl geld nodig voor verdere groei. Ze richtten het bedrijf TTY Internet Solutions op en gingen websites bouwen voor klanten. Het geld dat daarmee verdiend werd investeerden ze in Tweedehands.nl. 
In 2001 werd de Belgische versie opgericht. Dat was 2dehands.be, voor Nederlandstalig België (Vlaanderen). Volgens metingen van het Centrum voor Informatie over de Media is het de meest bezochte zoekertjessite van België, groter dan bijvoorbeeld Kapaza of Immoweb.
Later werden 2ememain.be (Franstalig België) en AnnoncesdeFrance.fr (Frankrijk) toegevoegd. De websites zijn vrijwel gelijk aan elkaar, waarbij enkel de taal anders is. In België is het de grootste site op dit gebied.
De site werd in juli 2013 overgenomen door het bedrijf eBay Classifieds Groep. In juni 2019 is de Nederlandse site opgehouden te bestaan; de  url verwijst door naar marktplaats.nl.